# (1742) Schaifers
(1742) Schaifers es un asteroide perteneciente al cinturón de asteroides descubierto el 7 de septiembre de 1934 por Karl Wilhelm Reinmuth desde el observatorio de Heidelberg-Königstuhl, Alemania.

## Designación y nombre
Schaifers se designó al principio como 1934 RO. Más adelante fue nombrado en honor del astrónomo alemán Karl Schaifers (1921-2009).

## Características orbitales
Schaifers orbita a una distancia media del Sol de 2,893 ua, pudiendo alejarse hasta 3,163 ua y acercarse hasta 2,623 ua. Tiene una excentricidad de 0,09347 y una inclinación orbital de 2,494°. Emplea en completar una órbita alrededor del Sol 1797 días.